# 文旦漬け
文旦漬け（ぼんたんづけ）は、ブンタン（ザボン）の皮を砂糖で煮詰めて砂糖漬けにした菓子。

## 製品
九州ではブンタンの加工品がお土産として販売されている。1709年の『大和本草』にはブンタン（ザボン）は朱欒（ザンボ）として記されており、酸味が強いため砂糖を加えて菓子にするという記述がある。
文旦漬けは鹿児島県に伝わる郷土菓子で、鹿児島市の文旦堂の初代坂之上次助が1869年（明治2年）にはじめて商品化した。また、川内市の笹野仙助によって作られたのが始まりともされる。
ざぼん漬け・ザボン漬けとして、長崎県各地や大分県別府市でも特産品・名産品となっている。別府市では、明治時代初期に鹿児島から製法が伝わったとされる。